# 月刊道北
《月刊道北》（日語：月刊道北）是以日本北海道宗谷綜合振興局轄區為主的地方雜誌，由北方現代社發行，是日本發行地點最北端的雜誌。內容主要刊載宗谷轄下的稚內市政治經濟事務。

## 發行
- 發行所 - 株式會社北方現代社
- 編輯發行人 - 高津豐
- 印刷所 - 株式會社須田製版